# Walentin Alexandrowitsch Gawrilow
Walentin Alexandrowitsch Gawrilow (russisch Валентин Александрович Гаврилов, engl. Transkription Vladimir Gavrilov; * 26. Juli 1946 in Moskau; † 23. Dezember 2003 ebenda) war ein russischer Hochspringer, der für die Sowjetunion antrat.

## Sportliche Laufbahn
Bei den Europameisterschaften 1966 in Budapest belegte er mit übersprungenen 2,06 m den siebten Platz. 1967 wurde er mit 2,12 m sowjetischer Meister. Bei den Europäischen Hallenspielen 1968 in Madrid gewann er mit 2,17 m Silber hinter seinem Mannschaftskameraden Waleri Skworzow, der die gleiche Höhe überquert hatte.
Der Hochsprungwettbewerb bei den Olympischen Spielen 1968 in Mexiko-Stadt ging in die Geschichte ein, weil Dick Fosbury mit seinem neuen Sprungstil antrat und mit 2,24 m gewann. Hinter ihm holte der zweite US-Amerikaner Ed Caruthers Silber mit 2,22 m, Gawrilow war mit 2,20 m bester Europäer im Wettbewerb und erhielt die Bronzemedaille.
Über Gawrilows Siegeshöhe bei den Europäischen Hallenspielen 1969 in Belgrad herrschte viele Jahre Unklarheit. Einige Quellen nannten 2,17 m, andere Quellen nannten 2,14 m. Die Erklärung wird heute darin gesehen, dass seine Sprunghöhe von 2,17 m zwar im Wettkampfprotokoll eingetragen worden war, aber auf der Anzeigetafel 2,14 m angezeigt wurden. Diese 2,14 m wurden dann in zahlreichen Presseberichten veröffentlicht.
Im Sommer siegte Gawrilow mit 2,15 m bei der sowjetischen Meisterschaft. Bei den Europameisterschaften 1969 in Athen gewann Gawrilow mit 2,17 m Gold bei gleicher Höhe zum Finnen Reijo Vahala (Silber) und zum Italiener Erminio Azzaro (Bronze). Im Sommer 1969 stellte Gawrilow mit 2,21 m auch seine persönliche Bestleistung auf.
1970 wurden die Europäischen Hallenspiele durch die Halleneuropameisterschaften abgelöst. Bei der Premiere in Wien gewann Gawrilow mit 2,20 m vor Gerd Dührkop aus der DDR. Im Sommer 1970 siegte Gawrilow bei der Universiade mit 2,18 m. Bei den Europameisterschaften 1971 in Helsinki belegte Gawrilow mit 2,11 m den zehnten Platz.
Walentin Gawrilow war 1,91 m groß und wog in seiner aktiven Zeit 78 kg.